# Cantó de Fiumalto-d'Ampugnani
El cantó de Fiumalto-d'Ampugnani és una antiga divisió administrativa francesa situat al departament de l'Alta Còrsega i a la Col·lectivitat Territorial de Còrsega. Va existir de 1973 a 2015.

## Administració
| Període   | Identitat            | Partit                  | Qualitat |
| --------- | -------------------- | ----------------------- | -------- |
| 1979-2015 | Ours-Pierre Grimaldi | Unió Liberal de Progrés |          |

## Composició
| Nom                    | Població | Codi Postal | Codi Insee |  |
| ---------------------- | -------- | ----------- | ---------- |  |
| Casabianca             | 68       | 20237       | 2B069      |  |
| Casalta                | 37       | 20215       | 2B072      |  |
| Croce                  | 85       | 20140       | 2B101      |  |
| Ficaja                 | 34       | 20237       | 2B113      |  |
| Giocatojo              | 49       | 20237       | 2B125      |  |
| Pero-Casevecchie       | 111      | 20230       | 2B210      |  |
| Piano                  | 36       | 20131       | 2B214      |  |
| Poggio-Marinaccio      | 16       | 20237       | 2B241      |  |
| Poggio-Mezzana         | 403      | 20230       | 2B242      |  |
| Polveroso              | 22       | 20229       | 2B243      |  |
| La Porta               | 196      | 20237       | 2B246      |  |
| Pruno                  | 182      | 20264       | 2B252      |  |
| Quercitello            | 40       | 20237       | 2B255      |  |
| Scata                  | 44       | 20213       | 2B273      |  |
| Silvareccio            | 97       | 20215       | 2B280      |  |
| San-Damiano            | 38       | 20213       | 2B297      |  |
| San-Gavino-d'Ampugnani | 79       | 20213       | 2B299      |  |
| Taglio-Isolaccio       | 535      | 20230       | 2B318      |  |
| Talasani               | 516      | 20230       | 2B319      |  |
| Velone-Orneto          | 113      | 20230       | 2B340      |  |

## Demografia
| 1962  | 1968  | 1975  | 1982  | 1990  | 1999  |
| ----- | ----- | ----- | ----- | ----- | ----- |
| 2.638 | 3.035 | 2.495 | 2.423 | 2.423 | 2.701 |